# Dubicsány
Dubicsány è un comune dell'Ungheria di 314 abitanti (dati 2001) . È situato nella contea di Borsod-Abaúj-Zemplén.